# Sultanat Malwa

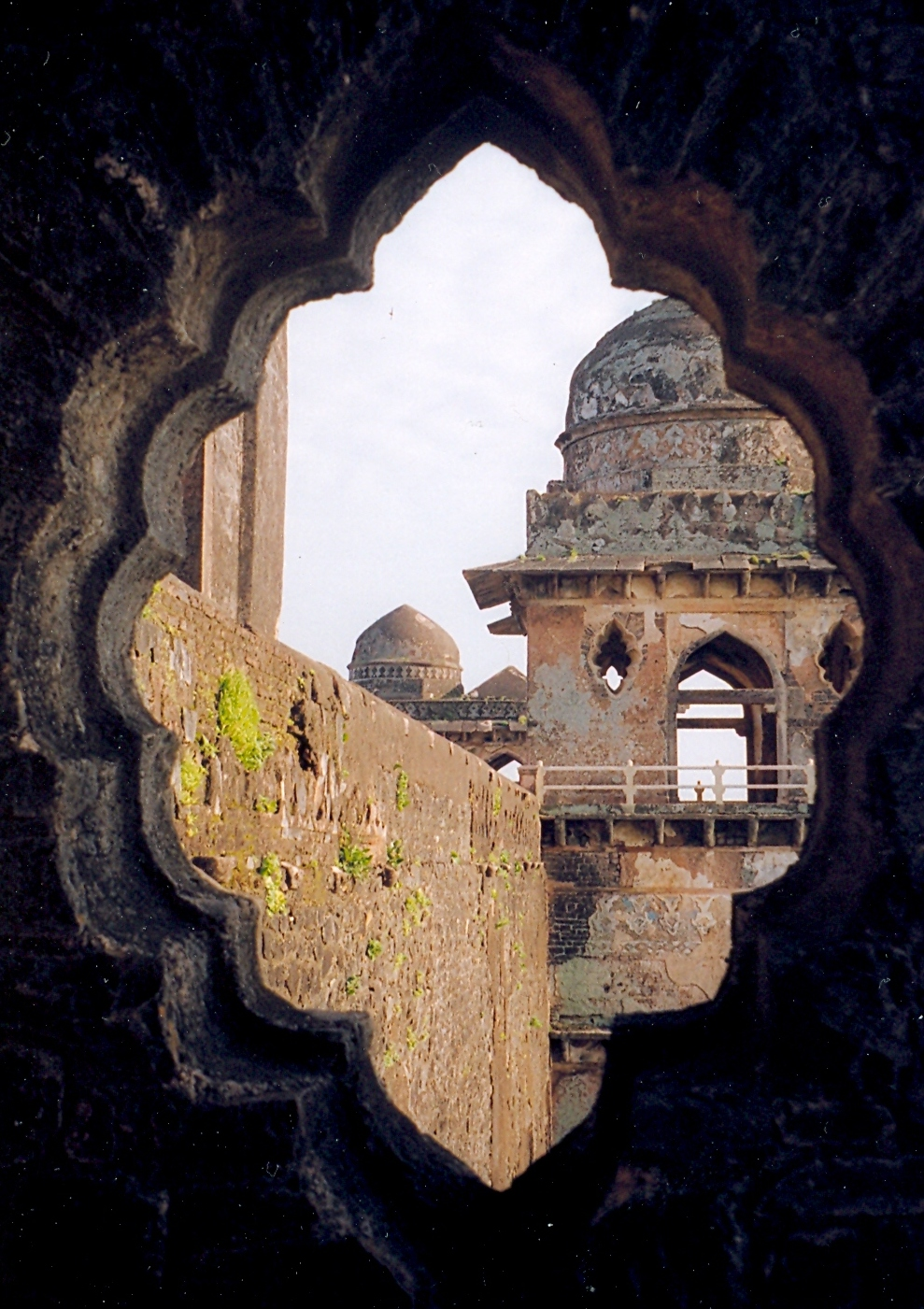
Der Palast Jahaz Mahal in Mandu

Das Sultanat Malwa war einer der islamischen Staaten Indiens im 15. Jahrhundert. Es entstand während einer Schwächeperiode des Sultanats von Delhi und wurde endgültig in den Jahren 1561/62 vom Mogulreich annektiert.

## Lage
Das Sultanat Malwa beherrschte die ehemals hinduistische Region Malwa im westlichen, ca. 400 bis 700 m hoch gelegenen Teil der heutigen Provinz Madhya Pradesh. Wichtige Städte waren Dhar, Mandu, Mandsaur und Ujjain.

## Geschichte
Gründer des Sultanats Malwa war ein Statthalter der Tughluq-Sultane namens Dilavar Khan Ghori (reg. 1392–1406). Dieser machte sich wenige Jahre nach dem Tod Firoz Schahs von Delhi unabhängig, empfing aber den vor Timur Lenk aus Delhi fliehenden Sultan Mahmud noch mit allen Ehren. Sein Sohn Alp Khan alias Hoshang Shah (reg. 1406–35) wählte Mandu, eine auf einem Plateau gelegene Festung zur Residenz und baute sie zur Hauptstadt aus. Er vergiftete seinen Vater, machte aber in mehreren Kriegen gegen das Sultanat von Gujarat (1407, 1422) und das Bahmani-Sultanat (1428) keine gute Figur. Trotzdem gelang es ihm, das Reich insgesamt auszudehnen. Der nächste Sultan Muhammad (reg. 1435) war ein grausamer Säufer, brachte drei Brüder um und wurde von einem Vetter, Mahmud Khilji, vergiftet, der eine neue Dynastie in Malwa begründete. 
Mahmud Khilji (reg. 1436–69) hatte mit der Opposition der entmachteten Prinzen zu kämpfen, von denen der eine nach Gujarat und der andere nach Chittorgarh bzw. Mewar floh. Obwohl seine Kriege gegen Gujarat, Mewar und das Bahmani-Sultanat allenfalls kurzlebige Erfolge und auch Niederlagen zeigten, war sein Ansehen schließlich so hoch, dass er Botschaften des Timuriden-Sultans Abu Said (reg. 1452–68) und des ägyptischen Kalifen Al-Mustanjid empfing. Ihm folgte Sultan Ghiyas-ud-Din (reg. 1469–1500), der friedlich und milde regierte und seine Zeit zumeist im Harem verbrachte. Dieser wurde vom Thronfolger Nasir-ud-Din (reg. 1500–1511) zur Abdankung gezwungen, als die Nachfolge aufgrund von Haremsintrigen in Frage stand. Nasir-ud-Dins Regierung war von Misstrauen und Grausamkeit geprägt, und nach seinem Tod brach ein Bürgerkrieg aus. 
Der allgemeine und wechselvolle Bürgerkrieg um Malwa (verbunden z. B. mit dem Aufstieg eines Hindu-Gouverneurs namens Medini Rai) reduzierte die Machtbasis des Sultans Mahmud II. (reg. 1511–1531) auf die Hauptstadt und endete dann 1531 mit der Einnahme Mandus durch das Sultanat von Gujarat. Mahmud II. wurde gefangen und ermordet. 
Spätere Versuche zur Neugründung des Sultanats Malwa endeten 1561 mit der Annexion durch das Mogulreich. Das Finale ist mit einer Liebesgeschichte zwischen dem letzten Sultan Baz Bahadur (reg. 1555–1561) und Rani Roopmati verbunden, mit Akbars Milchbruder Adham Khan in der Rolle des Bösewichts.